# Devin Smith
Devin Michael Smith  (Delaware, 12. travnja 1981.) je američki profesionalni košarkaš. Igra na poziciji bek šutera, a trenutačno je član grčkog Panelliniosa

## Karijera
Najbolju sezonu u Europi odigrao je 2007./08. u dresu Air Avellina, kada je prosječno postizao 18.7 poena, 5.3 skokova, 1.7 asista i 2.2 ukradene lopte. Na kraju sezone izabran je u idealnu petorku talijanskog prvenstva, a proglašen je još najkorisnijim igračem i tricašem talijanskog kupa 2008. godine. Krajem sezone zajedno sa suigračem Marquesom Greenom potpisao je dvogodišnji ugovor s turskim Fenerbahçe Ülkerom. U ljeto 2009. raskinuo je ugovor s Fenerbahçeom i potpisao za grčki Panellinios.

## Vanjske poveznice
- Profil  Arhivirana inačica izvorne stranice od 14. siječnja 2011. (Wayback Machine) na Lega Basket Serie A
- Profil na StatSheet.com
- Profil na Fenerbahce.org